# Ludwig von Siegen

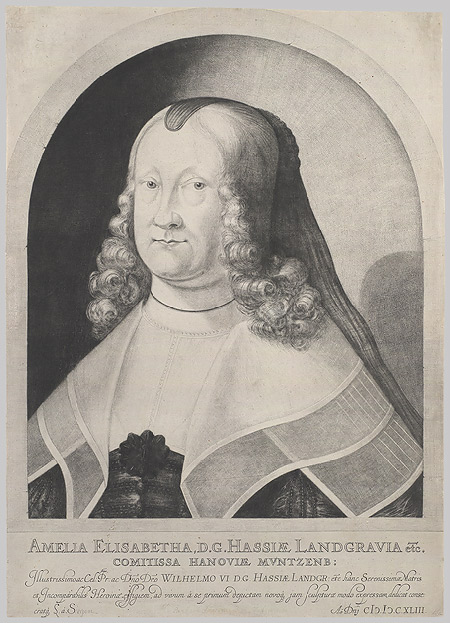
Retrato de Amalia Isabel de Hanau-Münzenberg (1642), primer grabado a media tinta

Ludwig von Siegen (Colonia, 1609– Wolfenbüttel, 1680) fue un militar y grabador alemán. 

## Biografía
Militar de carrera, era teniente coronel al servicio del landgrave Guillermo VI de Hesse-Kassel cuando, en 1642, inventó el grabado a media tinta (mezzotinta), también llamado «al humo» o manière noire, en el que realizó el retrato de Amalia Isabel de Hanau-Münzenberg (madre del landgrave). Más adelante estuvo al servicio del príncipe Ruperto del Rin en Bruselas, al que enseñó esa técnica. En el grabado a media tinta se trabaja la plancha con un rascador de varias puntas (rocker o berceau), obteniendo un graneado uniforme por entrecruzamiento de líneas, con lo que se distinguen tonos claros y oscuros. Otras obras suyas fueron: los retratos de Isabel Estuardo, Guillermo II de Orange-Nassau y su esposa María Enriqueta Estuardo —ambos basados en cuadros de Gerard van Honthorst— y Fernando III de Habsburgo; un San Bruno y una Sagrada Familia con San Juan Bautista basada en un original de Annibale Carracci.
La autoría de su invención no está del todo establecida. En la fecha en que Siegen efectuó su primer grabado el pintor flamenco Wallerant Vaillant realizó también algunos grabados en esta técnica, por lo que es difícil establecer cuál de los dos fue el primero. Con todo, unos años más tarde el historiador del grabado británico John Evelyn adjudicó su invención al príncipe Ruperto, que había publicado en Londres algunas estampas con esta técnica. Por todo ello, en 1656 Siegen empezó a firmar sus obras como «primero y verdadero inventor de este género».